# Cendrieux
Cendrieux (trong tiếng Occitan Sendrius) là một xã của Pháp, nằm ở tỉnh Dordogne trong vùng Aquitaine của Pháp. Xã này có diện tích 30,23 km2, dân số năm 2005 là 514 người. Xã nằm ở khu vực có độ cao trung bình 226 m trên mực nước biển.

## Hành chính
| Danh sách các xã trưởng                |             |                |                  |          |
| Giai đoạn                              | Giai đoạn   | Tên            | Đảng             | Tư cách  |
| 1995                                   | đương nhiệm | Gilles Le Roux | không chính thức | nông dân |
| Tất cả các dữ liệu trước đây không rõ. |             |                |                  |          |

## Thông tin nhân khẩu
| Năm    | 1962 | 1968 | 1975 | 1982 | 1990 | 1999 | 2005 |
| ------ | ---- | ---- | ---- | ---- | ---- | ---- | ---- |
| Dân số | 603  | 563  | 477  | 465  | 467  | 552  | 514  |